# Liste der Einträge im National Register of Historic Places im Schuyler County (New York)

Lage des Schuyler Countys in New York

Die Liste der Einträge im National Register of Historic Places im Schuyler County nennt die 13 Einzeleinträge und historischen Distrikte, die im Schuyler County Bestandteil des National Register of Historic Places sind. Eine Stätte davon, die Lamoka Site, ist außerdem als National Historic Landmark ausgewiesen.
Stand: 12. September 2015

## Liste der Einträge
| [ 1 ] | Name                                      | Bild                                      | Eintragsdatum                 | Lage | Ort           | Beschreibung |
| ----- | ----------------------------------------- | ----------------------------------------- | ----------------------------- | --- | ------------- | --- |
| 1     | Brick Tavern Stand                        | Brick Tavern Stand                        | 4. Nov. 1994 ID-Nr. 94001283  | 108 Catharine St. 42° 20′ 51″ N, 76° 50′ 43″ W                                                          | Montour Falls | [ 2 ] |
| 2     | A. F. Chapman House                       | A. F. Chapman House                       | 8. Dez. 1997 ID-Nr. 97001526  | 115 S. Monroe St. 42° 22′ 53″ N, 76° 52′ 29″ W                                                          | Watkins Glen  | |
| 3     | First Baptist Church of Watkins Glen      | First Baptist Church of Watkins Glen      | 13. Sep. 2001 ID-Nr. 01000996 | Fifth St. und Porter St. 42° 22′ 50″ N, 76° 52′ 12″ W                                                   | Watkins Glen  | |
| 4     | First Presbyterian Church of Hector       | First Presbyterian Church of Hector       | 25. Mai 2001 ID-Nr. 01000547  | 5519 NY 414 42° 30′ 1″ N, 76° 52′ 23″ W                                                                 | Hector        | |
| 5     | Lamoka                                    |                                           | 15. Okt. 1966 ID-Nr. 66000571 | Adresse nicht veröffentlicht                                                                            | Tyrone        | |
| 6     | Lattin-Crandall Octagon Barn              | Lattin-Crandall Octagon Barn              | 29. Sep. 1984 ID-Nr. 84002970 | östlich von Catherine 42° 18′ 43″ N, 76° 46′ 4″ W                                                       | Catharine     | |
| 7     | Lee School                                | Lee School                                | 20. Mai 1998 ID-Nr. 98000572  | NY 14 42° 19′ 40″ N, 76° 50′ 28″ W                                                                      | Montour       | |
| 8     | Logan Methodist Church                    | Logan Methodist Church                    | 26. Jan. 2001 ID-Nr. 00001690 | Kreuzung von Cty. Rts. 4 and 2 42° 29′ 15″ N, 76° 49′ 43″ W                                             | Logan         | |
| 9     | Montour Falls Historic District           | Montour Falls Historic District           | 31. Aug. 1978 ID-Nr. 78001911 | Main und Genesee Sts. 42° 20′ 41″ N, 76° 50′ 58″ W                                                      | Montour Falls | |
| 10    | Montour Falls Union Grammar School        | Montour Falls Union Grammar School        | 28. Nov. 2012 ID-Nr. 12000983 | 208 W. Broadway 42° 20′ 58,1″ N, 76° 50′ 36,1″ W                                                        | Montour Falls | |
| 11    | St. James Episcopal Church                | St. James Episcopal Church                | 21. Nov. 2012 ID-Nr. 12000960 | 112 6th St. 42° 22′ 46,7″ N, 76° 52′ 17,4″ W                                                            | Watkins Glen  | |
| 12    | Schuyler County Courthouse Complex        | weitere Bilder                            | 5. Juni 1974 ID-Nr. 74001305  | Franklin St. 42° 22′ 36″ N, 76° 52′ 16″ W                                                               | Watkins Glen  | |
| 13    | US Post Office-Watkins Glen               | US Post Office-Watkins Glen               | 11. Mai 1989 ID-Nr. 88002443  | 600 N. Franklin St. 42° 22′ 45″ N, 76° 52′ 21″ W                                                        | Watkins Glen  | |
| 14    | Watkins Glen Commercial Historic District | Watkins Glen Commercial Historic District | 4. Jan. 2012 ID-Nr. 11001009  | 108-400 & 201-317 N. Franklin St., 111 W. 4th St. & 215 S. Madison St. 42° 22′ 52,7″ N, 76° 52′ 25,6″ W | Watkins Glen  | |
| 15    | Watkins Glen Grand Prix Course, 1948–1952 | Watkins Glen Grand Prix Course, 1948–1952 | 4. Dez. 2002 ID-Nr. 02001397  | Franklin St., NY 329, NY 409 42° 22′ 15″ N, 76° 53′ 26″ W                                               | Watkins Glen  | |
| 16    | Watkins Glen High School                  |                                           | 12. Feb. 2015 ID-Nr. 15000008 | 900 N. Decatur St. 42° 22′ 39,8″ N, 76° 52′ 9,4″ W                                                      | Watkins Glen  | inzwischen geschlossene Schule, die 1928 erbaut und 1958 um einen Flügel erweitert wurde, der die neoklassischen mehrstöckigen Standardbauentwürfe für Schulen des anfangenden 20. Jahrhunderts versinnbildlicht |
| 17    | Wayne Village Baptist Church              |                                           | 10. Dez. 2014 ID-Nr. 14001021 | 69 NY 230 42° 28′ 16,3″ N, 77° 6′ 10″ W                                                                 | Wayne         | Die einstige Second Baptist Church of Wayne wurde 1848 im Stil des Greek Revival erbaut. |
| 18    | Weston Schoolhouse                        | Weston Schoolhouse                        | 8. Okt. 1998 ID-Nr. 98001241  | 463 Cty Rte 23 42° 25′ 19″ N, 77° 4′ 38″ W                                                              | Weston        | |